# Quận Schenectady, New York
Quận Schenectady (tiếng Anh: Schenectady County) là một quận trong tiểu bang New York, Hoa Kỳ. Quận lỵ là thành phố Schenectady 6. Theo điều tra dân số năm 2000 của Cục điều tra dân số Hoa Kỳ, quận này có dân số 146555 người 2.